# هيبر لوبيز
هيبر لوبيز (بالبرتغالية: Héber Roberto Lopes‏) هو حكم كرة قدم ولاعب كرة قدم برازيلي، ولد في 13 يوليو 1972 في لوندرينا في البرازيل.